# Ion Ionescu (deputat)
Ion Ionescu (n. 17 septembrie 1930) este un fost deputat român în legislatura 1992-1996, ales în județul Iași pe listele partidului PDSR. Ion Ionescu este de profesie medic chirurg.